# Момент истины (выражение)
Момент истины — крылатое выражение, означающее кульминационный момент, когда правда становится очевидной. Момент прозрения.
Так в корриде называется решающий момент поединка, когда должно окончательно выясниться, кто станет победителем: бык или матадор.
В другие языки вошло после выхода романа Эрнеста Хемингуэя «Смерть после полудня» в 1932 году.
Выражение произошло от испанского «la hora de la verdad» (буквально, «час истины»).
У Хемингуэя это выражение на английском звучит как «the moment of truth».
Испанский вариант «el momento de la verdad» появился позже (в 1960-е годы) как обратный перевод с английского.
В русском языке выражение появляется не позднее 1950-х годов. Хотя роман «Смерть после полудня» был полностью переведен на русский только в 2015 году. 
Выражение стало популярным благодаря роману «Момент истины» Владимира Богомолова 1974 года.
По мнению культуролога Константина Душенко у Богомолова это выражение появилось в результате контаминации хемингуэевского выражения и выражения «час правды» (момента, когда правда становится явной).
В 1992 году появилась программа «Момент истины».